# 진정한 동료가 아니라며 용사 파티에서 쫓겨났기 때문에, 변경에서 슬로 라이프를 보내기로 했습니다

《진정한 동료가 아니라며 용사 파티에서 쫓겨났기 때문에, 변경에서 슬로 라이프를 보내기로 했습니다》(일본어: 真の仲間じゃないと勇者のパーティーを追い出されたので、辺境でスローライフすることにしました)는 잣폰(작가), 야스모(일러스트)가 원작한 일본의 소설 작품이다. 약칭은 「진정한 동료(真の仲間)」이다. 「소설가가 되자」에서 2017년 10월부터 웹 소설로 발간. 2018년 4월부터 카도카와 스니커 문고(KADOKAWA)에서 간행하고 있다. 2020년 11월 현재 전자판을 포함한 시리즈 누계 발행 부수는 100만 부를 기록하고 있다. 단행본 소설은 일본 현지에서 2022년 기준으로 11권까지(10권+전일담) 나왔다. 대한민국에서는 만화판, 소설 모두 전자책으로만 나오고 있다.
애니메이션은 울프스베인과 스튜디오 플래드에서 만들어 AT-X 등에서 2021년 10월 8일부터 12월 31일까지 제1기로 방영되었고, 2024년 1월부터 제2기가 방영될 예정이다.

## 줄거리
타고난 가호가 큰 의미를 지닌 세계. 레벨+30 인솔자 가호를 가진 레드는 어려서부터 몬스터 퇴치에 나섰고 기사단에 스카우트되어 부기사단장까지 출세했다. 여동생 루티가 용사임을 알게 되자 함께 파티를 벌여 마왕군을 무찌르기 위한 길을 떠난다. 그러나 파티 멤버의 레벨이 올라가고, 적이 강해져 오면, 레벨만 끌어올려질 뿐 전투 관련 스킬을 가지지 않는 레드는 동료의 발목잡이가 되어 갔다. 레드는 파티 멤버 아레스로부터 너는 진정한 동료가 아니다라는 말을 듣고 파티를 빠져나왔다.
변방의 땅 "졸탄"으로 흘러들어간 레드는 용사 파티 시절 얻은 지식과 경험을 살려 약초 채취로 돈을 모아 약방을 차렸다. 개점하고 얼마 되지 않아, 일찌기 단기간 함께 싸웠던 적이 있는 리트가 찾아와, 반밀림 상태로 레드와 동거하게 되었다.

## 등장 인물

### 주요 인물
- 레드(영어: Red)/기데온 라그나손(영어: Gideon Ragnason)

성우 : 스즈키 료타
전직 용사단의 일원, 지금은 변방의 땅 졸탄의 약방 주인.
- 리트(영어: Rit)/리즈릿 오브 로거비아(영어: Leaslitt of Loggervia)

성우 : 타카오 카논
전직 용사단의 일원, 지금은 변방의 땅 졸탄의 약방 점원.
- 루티(영어: Ruti)/루티 라그나손(영어: Ruti Ragnason)

성우 : 오오조라 나오미
현 용사단의 일원. 레드의 여동생이자 현직 용사임.

### 용사단
- 야란드랄라(일본어: ヤランドララ)

성우 : 아마미야 소라
현 용사단의 일원, 리트를 찾으러 개별 행동 중.
- 아레스[1] 스로아(영어: Ares Sroa)

성우 : 야시로 타쿠
현 용사단의 일원, 레드와 루티를 갈라놓은 현자.
- 다난 라보(영어: Danan Labo)

성우: 미야케 켄타
'전투가'라는 가호를 지닌 몸집이 큰 사나이다. 마왕에게 멸망당한 마을 출신으로 마왕을 타도하려고 용사단에 들어간다.
- 티세 갈랜드(영어: Tisse Garland)

성우: 쿠기미야 리에
'암살자'라는 가호를 지닌 작은 소녀로, 암살자 조직의 일원이다.

### 졸탄의 주민들
- 탄타(영어: Tanta)

성우: 세리자와 유우
미도와 나오의 아들. 목수를 꿈꾸고 있다.
- 미도(영어: Mido)

성우: 미시나 타케루
나오의 남편이자 탄타의 아버지. 전직 모험자인 곤즈 밑에서 목수로 일하고 있다.
- 나오(영어: Nao)

성우: 토쿠이 소라
미도의 아내이자 탄타의 어머니 그리고 곤즈의 여동생. 반인 반요정(半人 半妖精)으로, 사우나와 맥주를 좋아한다.
- 곤즈(프랑스어: Gonze 공즈[*])[3]

성우: 야마나카 마사히로
레드 집 가까이에 사는 반인 반요정이자 솜씨 좋은 목수로, 레드가 자신의 조카를 구해준 것의 보답으로 레드 가게를 세운다.
- 메그리아(영어: Megria)

성우: 토야마 나오
졸탄의 모험자 조직에서 접수하는 직원이다.
- 알(영어: Al)

성우: 키노시타 스즈나
탄타의 벗으로, 반인 반요정이다. 빈민가인 사우스마시구에 산다. 마약 소동이 일어난 뒤로 리어 등과 함께 모험가단을 만든다.
- 리어(영어: Leah)[5]

성우: 미야세 마리코
'승려'라는 가호를 지닌 모험자로, 원래는 알베르트 휘하에 있었다. 마약 소동 때의 연설에 감동받아 리어 등과 함께 모험가 집단을 만든다.